# Rayentray Puerto Madryn Hotel
El Rayentray Grand Hotel es un hotel de cuatro estrellas ubicado en el sur de Puerto Madryn, provincia del Chubut, Patagonia, Argentina, a orillas del Golfo Nuevo.

## Características
Pertenece a la empresa Cadena de Hoteles Rayentray. El hotel posee 7 plantas, 170 habitaciones, spa, restaurante, confitería, bar, café literario, tiendas de artensanías locales, centro de convenciones, salones de reuniones, salones vip, cochera, biblioteca con libros galeses y tehuelche, oficinas, piscina climatizada, gimnasio, solárium, sauna, salón de belleza, masaje, boite y desayunador. La capacidad total ronda las 450 plazas, con más de 10 clases de habitación. Posee detalles que lo califican «entre los tres de mayor calidad» de Argentina, con una suite presidencial y tres suite gobernador. Las alfombras de la India y Portugal y las cortinas de Bélgica.

## Historia
La obra del hotel había sido pausada por las fuertes crisis económicas que sufrió Argentina durante su construcción. En el año 2008 inaugurado. La ceremonia de apertura se desarrolló junto con el propietario y su familia, el entonces gobernador Mario Das Neves, el gobernador de Salta, Juan Manuel Urtubey, el intendente de Puerto Madryn, Carlos Eliceche, y los artistas Javier Calamaro y Miguel Ángel Cherutti.

## Galería

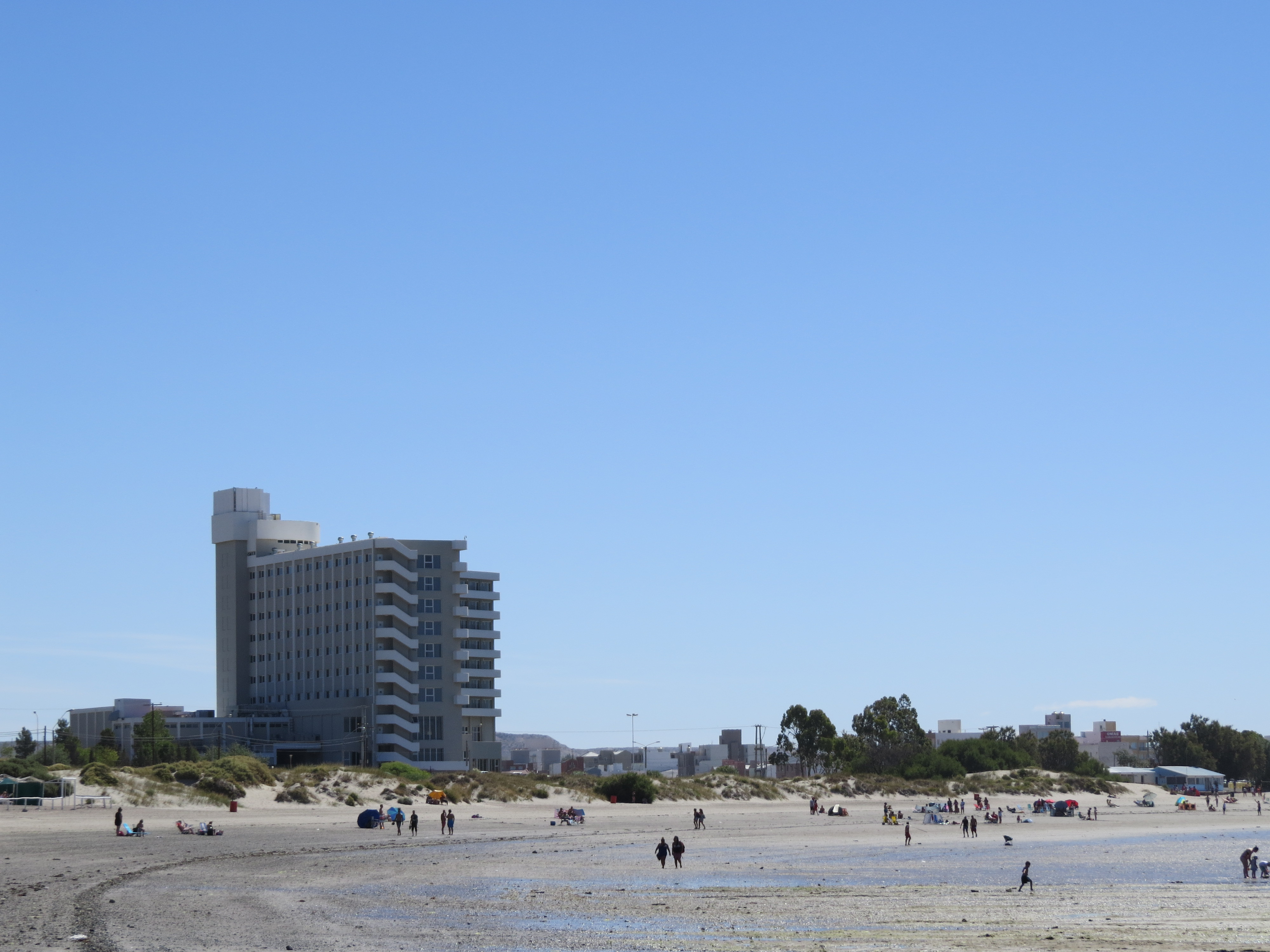
El hotel desde la playa.
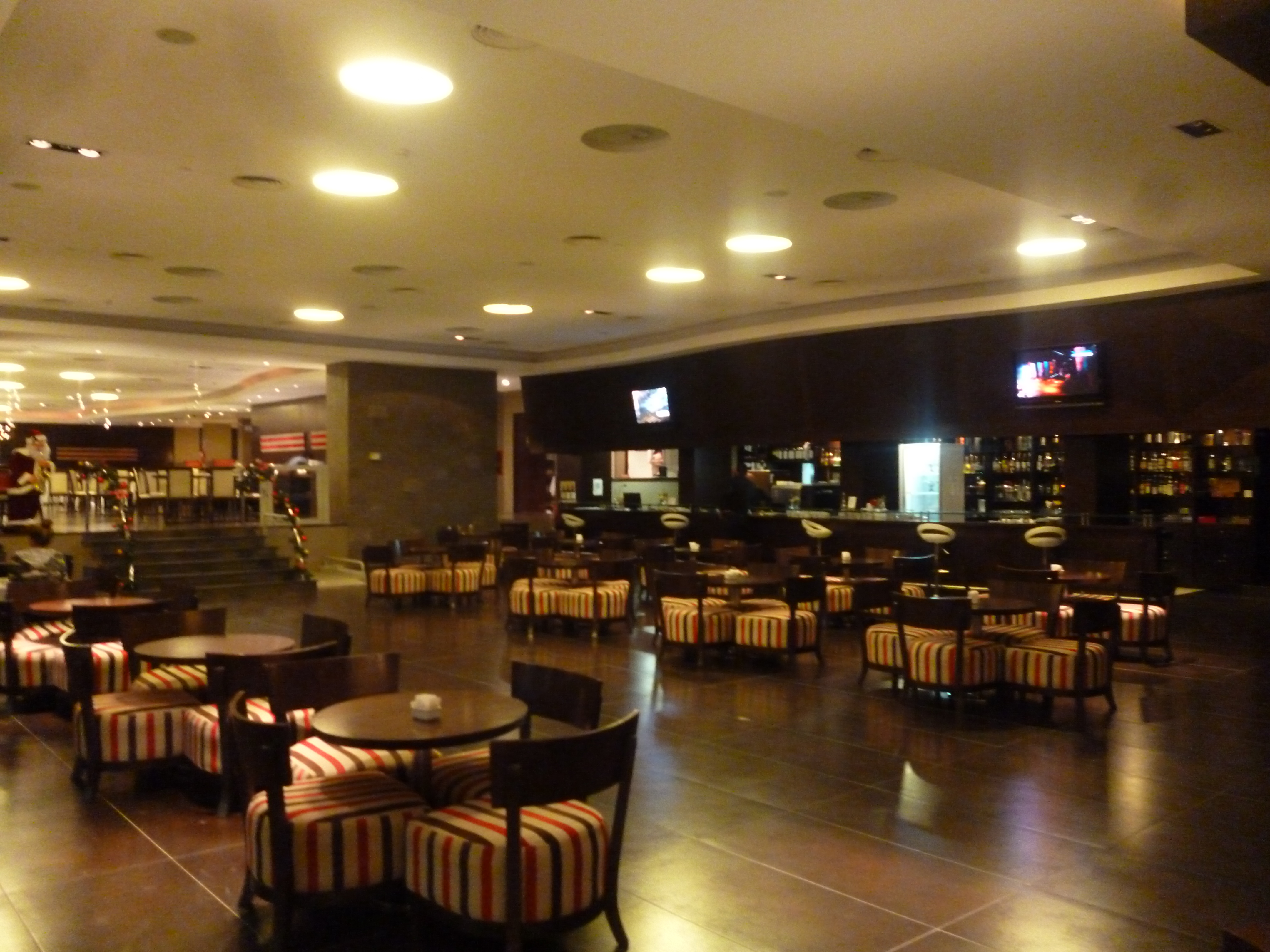
Confitería.
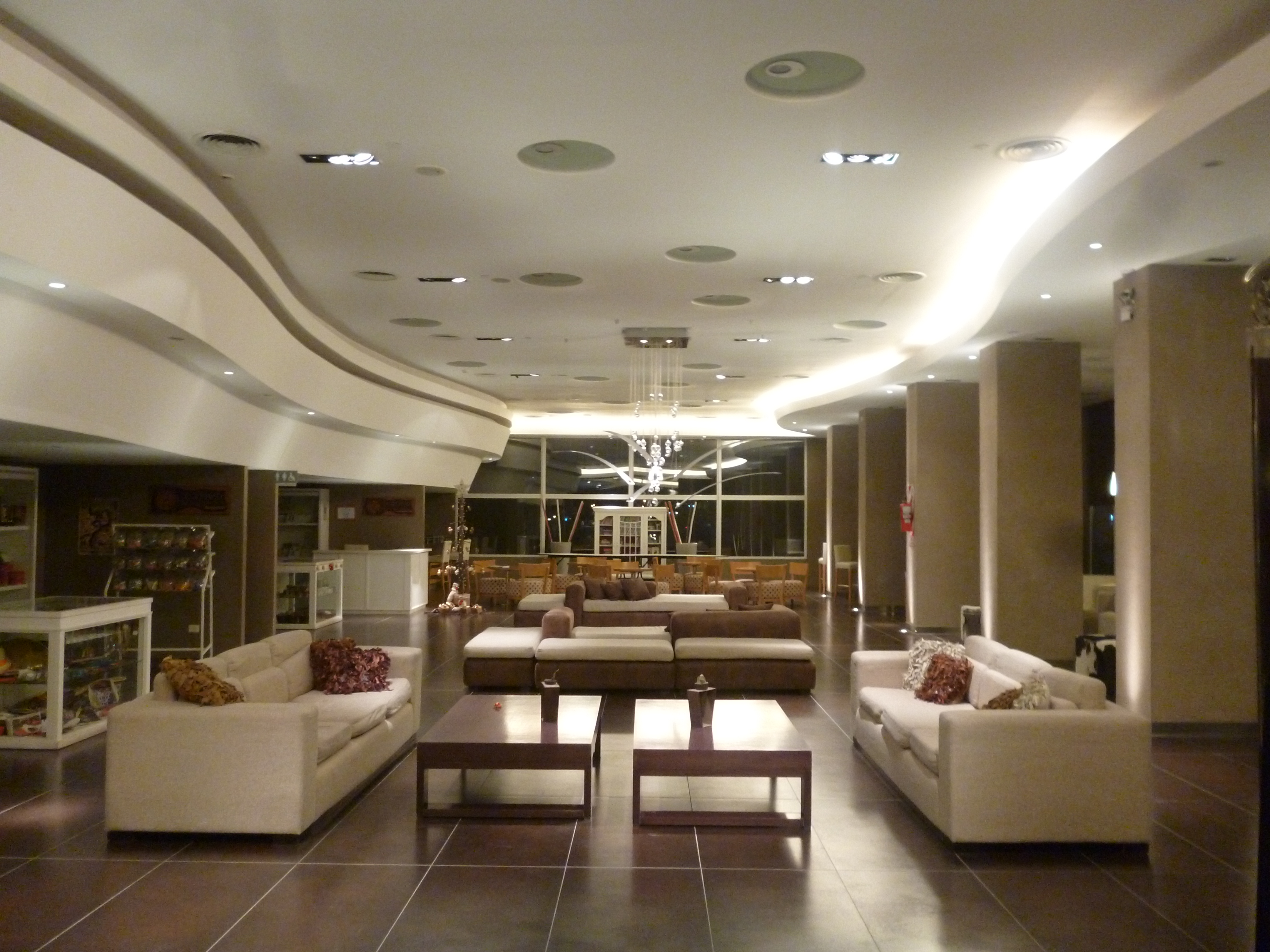
Vestíbulo.
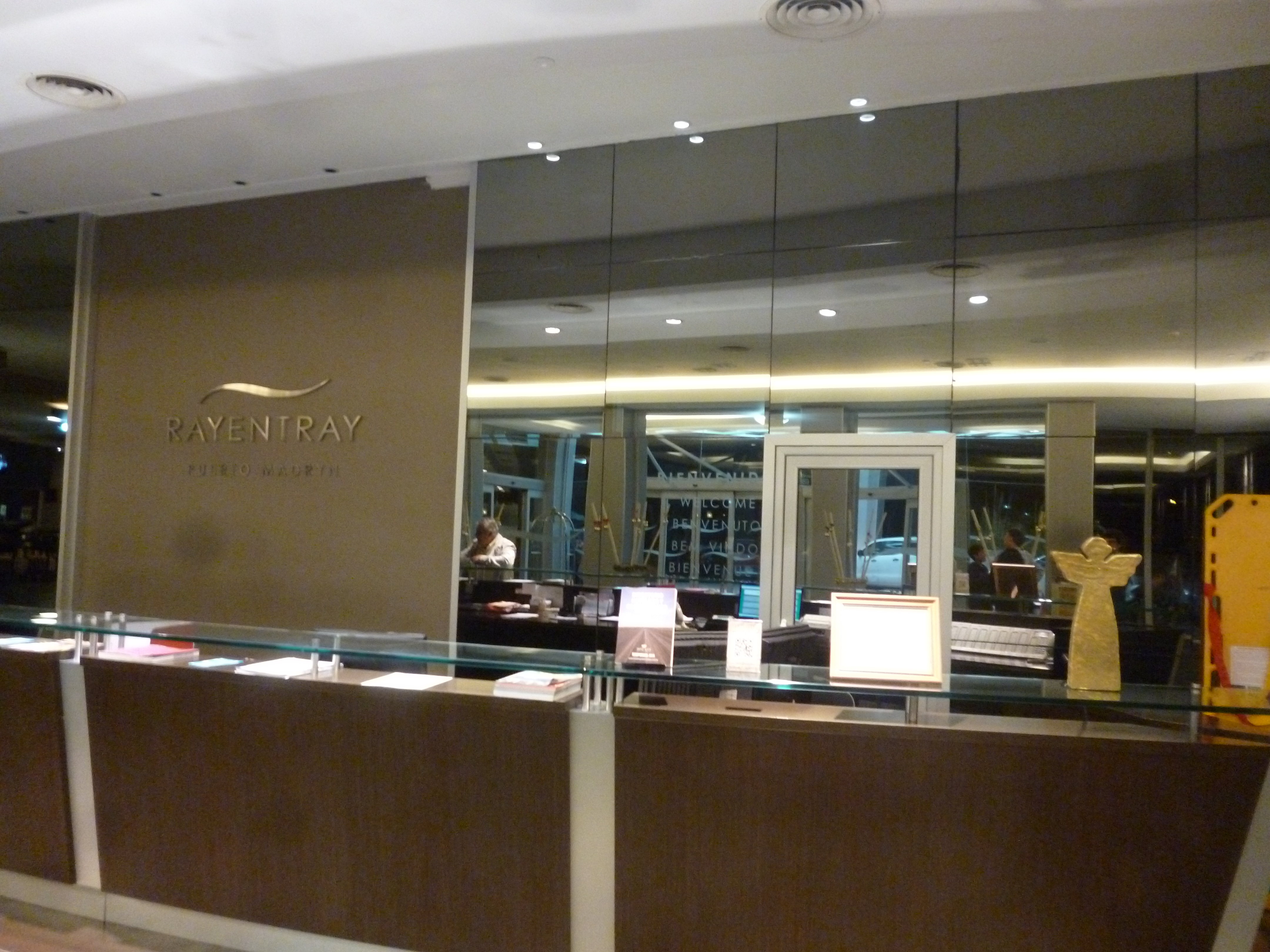
Vestíbulo.
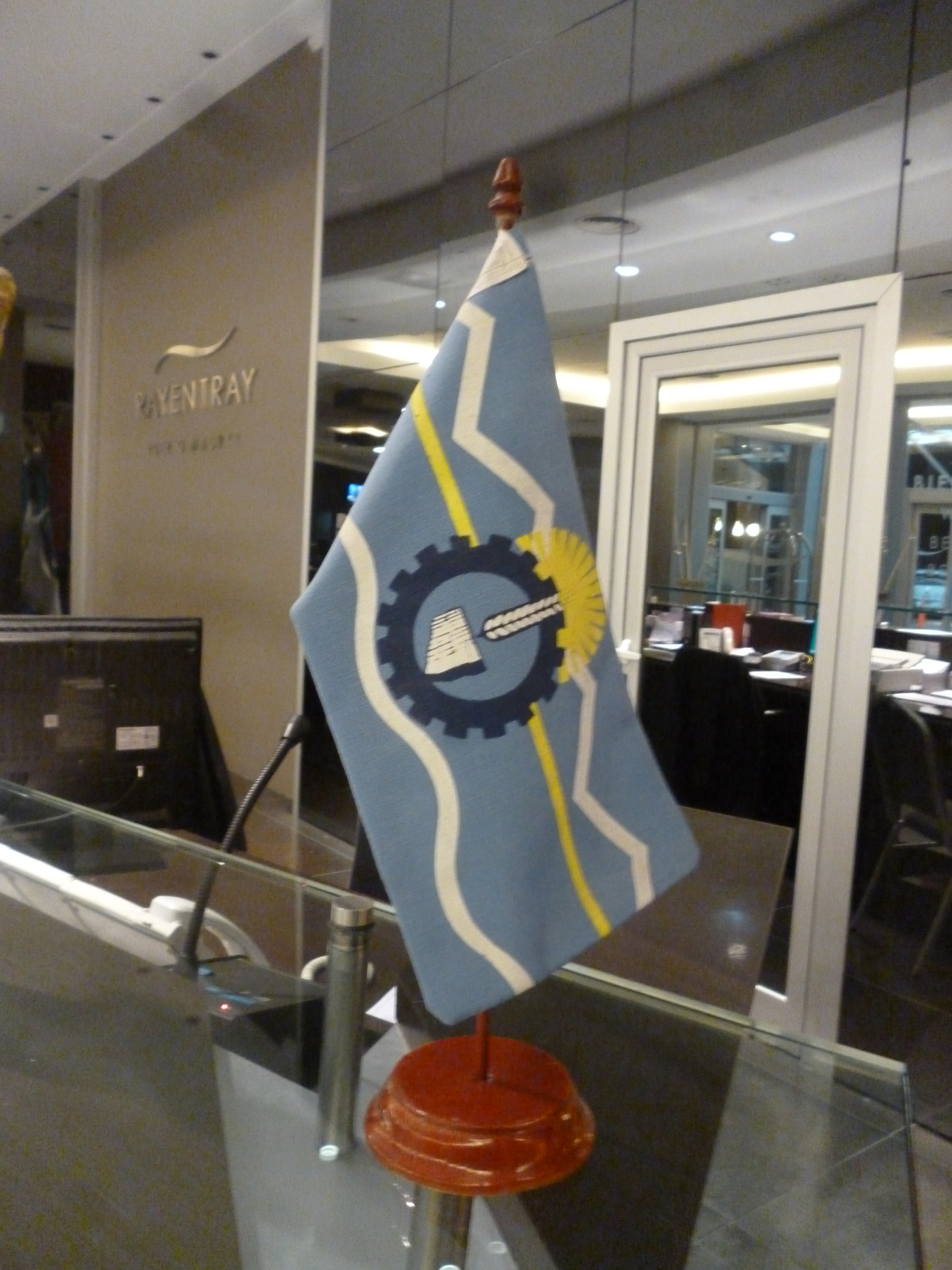
Bandera del Chubut.
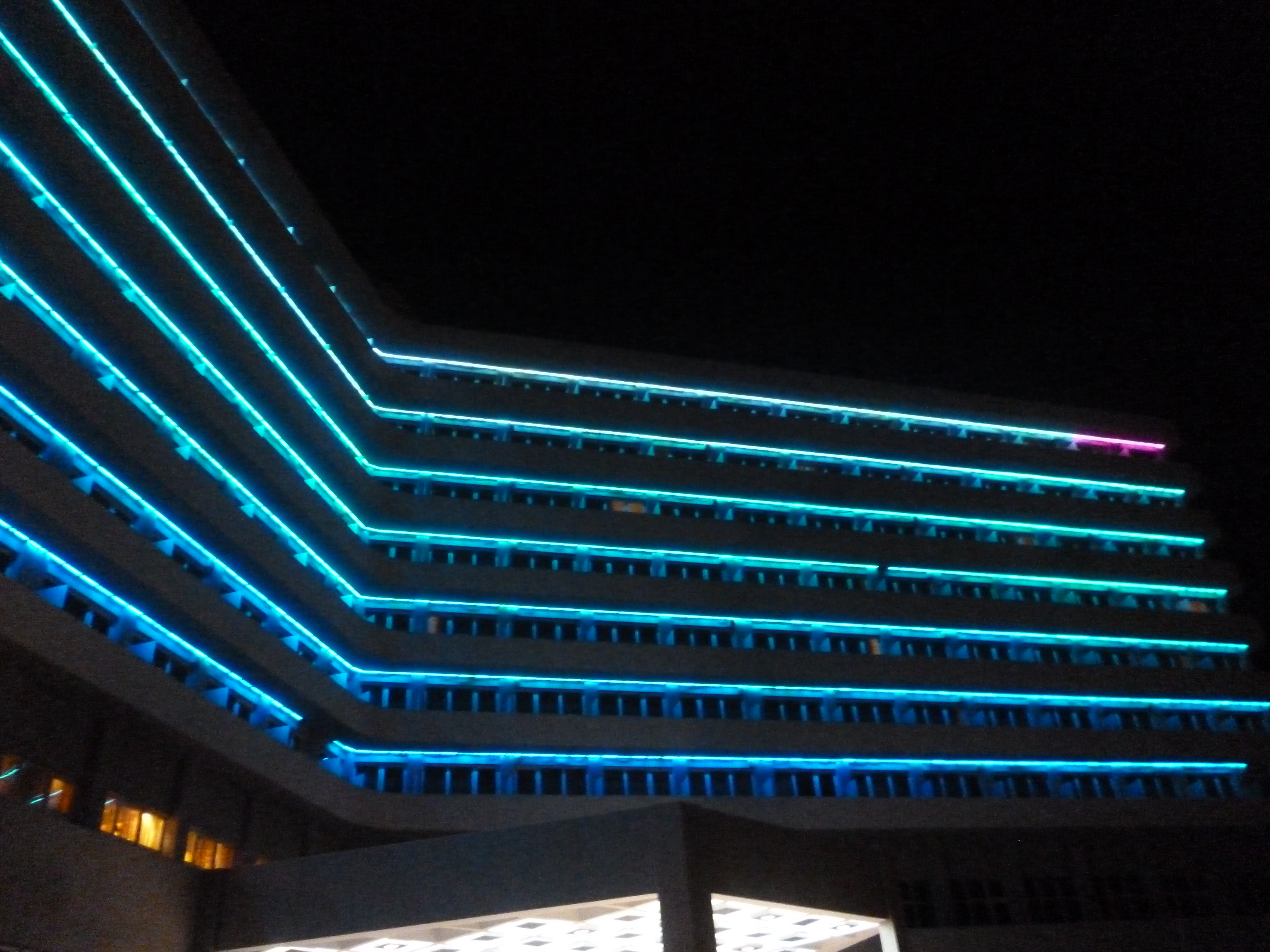
Vista nocturna.
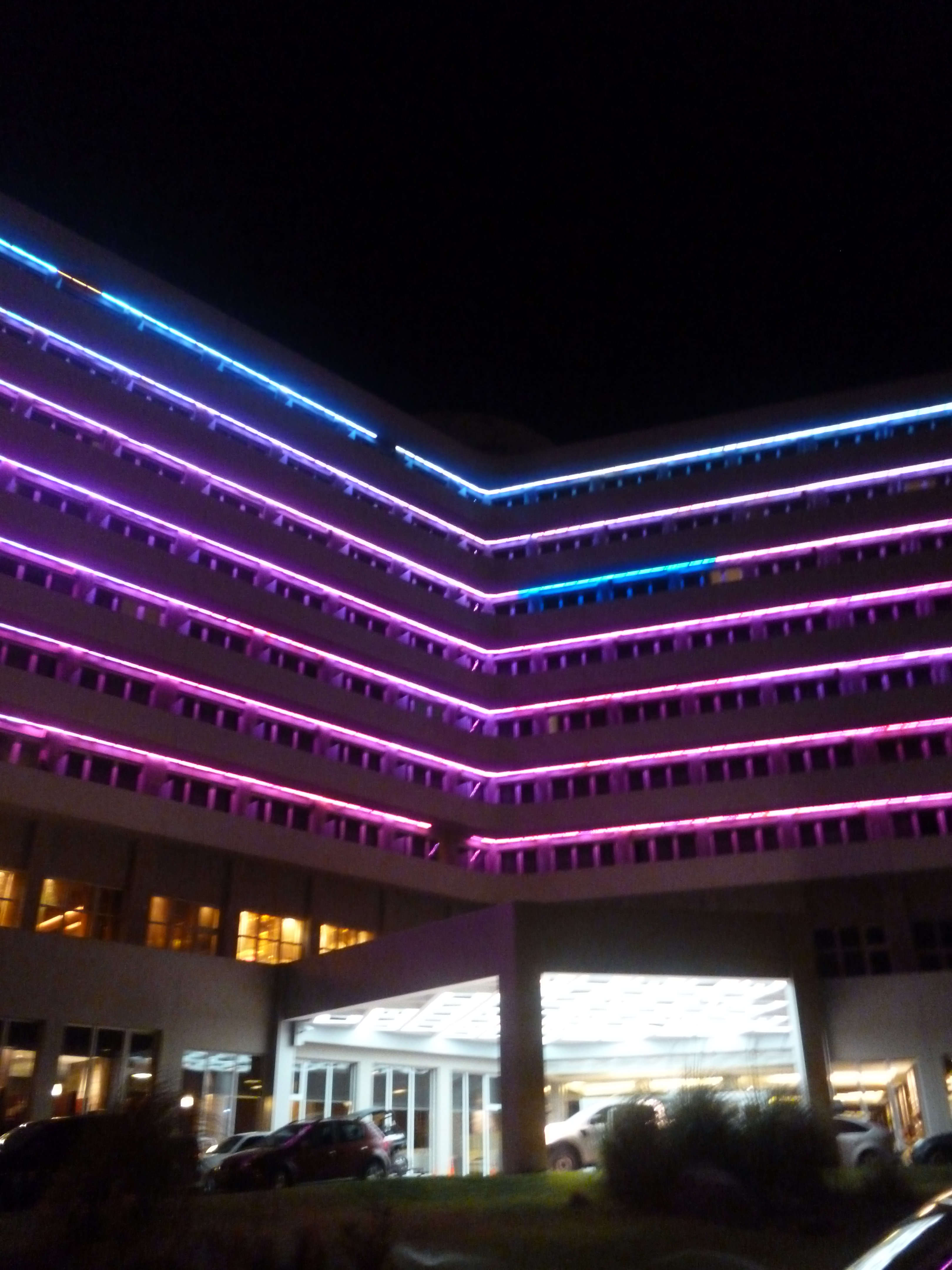
Vista nocturna.